# El espejo roto
El espejo roto (The Mirror Crack'd) es una película rodada en 1980 y dirigida por Guy Hamilton. 
Es una adaptación de una novela de Agatha Christie llamada El espejo se rajó de lado a lado, que contó con un extenso reparto de estrellas de Hollywood.

## Sinopsis
La actriz Marina Gray rueda en un pueblecito inglés una película sobre María Estuardo. Durante el transcurso de la presentación del rodaje alguien intenta envenenarla, matando a una invitada. Miss Marple y su sobrino, el inspector Cracock, investigarán el asunto y descubrirán la identidad del criminal.

## Reparto
- Angela Lansbury como Srta. Jane Marple
- Elizabeth Taylor como Marina Gregg-Rudd
- Rock Hudson como Jason Rudd
- Tony Curtis como Martin "Marty" N. Fenn
- Kim Novak como Lola Brewster
- Geraldine Chaplin como Ella Zielinsky
- Edward Fox como Inspector Dermot Craddock (sobrino de Jane)
- Charles Gray como Bates, el mayordomo

## Comentario
Los productores John Brabourne y Richard Goodwin en su tercera adaptación de una novela de Agatha Christie escogieron El espejo roto por diversas razones. La primera de ellas estaba íntimamente relacionada con la pérdida del hijo de Brabourne durante el atentado del IRA contra su suegro, Louis Mountbatten: la novela trataba en parte sobre el proceso de sufrimiento que acarrea la pérdida de un niño. La segunda de ellas era recompensar a Angela Lansbury por su interpretación en Muerte en el Nilo: para ello se abandonó a Monsieur Poirot eventualmente (retomarían al detective belga en Muerte bajo el sol) y se le concedió protagonismo a la más joven Miss Marple que haya existido en la pantalla.
El espejo roto es una película de misterio, un whodunit  en el que se gastan bromas a costa de la vulgaridad de estrellas de Hollywood y el provincianismo de algunas campiñas inglesas, y en el que se intenta reflejar el ocaso de una estrella, cuyas apariciones en pantalla vienen generalmente precedidas por un tema de nostalgia.
Por último destacar que el filme supone el reencuentro de Elizabeth Taylor con dos figuras importantes en su trayectoria vital y profesional: Angela Lansbury y Rock Hudson.